# Neodymium(III)oxide
Neodymium(III)oxide is een anorganische verbinding van neodymium en zuurstof, met als brutoformule Nd2O3. De stof komt voor als een grijsblauw kristallijn poeder, dat praktisch onoplosbaar is in water.

## Synthese
Neodymium(III)oxide kan bereid worden uit reactie van neodymium en zuurstofgas:
{\displaystyle {\ce {4Nd + 3O2 -> 2Nd2O3}}}
De vorming van neodymium(III)oxide kan worden waargenomen wanneer de heldere zilverachtige glans van metallisch neodymium verandert in een doffe grijze laag. Wereldwijd wordt per jaar ongeveer 7000 ton neodymium(III)oxide geproduceerd.

## Kristalstructuur
Neodymium(III)oxide neemt een hexagonale kristalstructuur aan en behoort tot ruimtegroep P-3m1, vergelijkbaar met lanthaan(III)oxide.
Formeel is neodymium(III)oxide een sesquioxide.

## Toepassingen
Neodymium(III)oxide wordt gebruikt als kleurstof voor keramiek en bepaalde soorten verf. Het vormt warme violette tot wijnrode en blauwgrijze kleuren. Het wordt ook verwerkt in sommige soorten glas, bijvoorbeeld van zogenaamde daglichtlampen, die in de fotografie worden gebruikt. Glas met neodymium(III)oxide in verwerkt bezit zeer scherpe absorptiebanden en wordt in de astronomie gebruikt bij het kalibreren en als lasermateriaal.
Daarnaast wordt neodymium(III)oxide verwerkt in hittebestendig email, keramische condensatoren (als doteringsmiddel van bariumtitanaat zodat de diëlektrische constante niet meer afhankelijk is van de temperatuur). Het wordt ook gebruikt als katalysator bij de productie van rubber (meer bepaald als polymerisatiekatalysator van isopreen).